# Цереков, Дзамболат Бесланович
Дзамболат Бесланович Цереков (1830—1916) — офицер Русской императорской армии, поручик армейской кавалерии. Полный георгиевский кавалер. Всадник императорского конвоя. Участник Русско-турецкой войны 1877—1878 годов. 

## Биография
Дзамболат родился в родовом селении Даллагкау Куртатинского общества. Участник Русско-турецкой войны 1877—1878 годов.
В 1861 году был зачислен в императорский конвой.
Обер-офицер Русской императорской армии — поручик армейской кавалерии.
Прямой потомок Курта, родоначальника куртатинской аристократии.
Полный Георгиевский кавалер. Предположительно, был первым осетином, награждённым всеми 4-мя степенями. Все четыре креста он получил за участие в Крымской войне 1853-1856 гг., сражаясь на её Кавказском фронте. Участник штурма и последуещего захвата турецкой крепости Карс. Когда закончилась война и значительная часть Крымского полуострова оказалась в зоне оккупации антироссийской коалиции, Карс обменяли на южные кварталы Севастополя.
В 1861—1864 гг. проходил службу в столице Российской империи, Санкт-Петербурге, в составе полуэскадрона Собственного Его Императорского Величества Конвоя Александра Второго. Был награждён двумя шейными медалями «За усердие», золотой и серебрянной, с изображениями императора.
С началом Русско-турецкой войны 1877 −1878 гг. Дзамболат вновь в действующей армии, на этот раз — в Дунайской, в качестве субалтерн-офицера второй сотни Осетинского конного дивизиона. Освобождать Болгарию от османского правления он отправился вместе с сыном Камболатом и племянника Долатмурзой. За участие в боевых действиях был награждён орденом Святого Станислава третьей степени с мечами и бантом, двумя орденами Святой Анны, 3-й и 4-й (Аннинским оружием, шашкой с крестом и надписью «За храбрость» на рукоятке) степени. Сын и племянник были награжены Георгиевскими крестами 4-й степени и офицерскими погонами — в боях за болгарский город Ловча.
Помимо орденов и медалей, Дзамболат получил от правящего императорского дома ещё и так называемые наградные земли в родном ущелье и построил на них двухэтажный дом с балконом, в котором принимал в качестве гостя известного археолога графиню Прасковью Сергеевну Уварову (урождённую княжну Щербатову). Помимо неё, в разное время, Дзамболат Цереков принимал в своём имении немало выдающихся ученных той эпохи, среди которых были В. Ф. Миллер, М. М. Ковалевский, А. К. Харузин.
Часть своих наградных денег Дзамболат потратил на постройку мельницы. Мельница была построена полностью за счёт поручика Церекова. При этом его жители селения пользовались ей бесплатно.
В 1859 году братья Асланбек, Дзамболат и Бимболат Церековы подали прошение в Комитет, учрежденный для разбора личных и поземельных прав туземцев Военно-Осетинского округа с целью утверждения в узденском достоинстве и получения соответствующего документа. В результате рассмотрения прошения, и основываясь на имущественном и социальном положении Церековых, комиссия утвердила их узденский (дворянский) статус. Стоит отметить, что далеко не все таубии удостоились подобного признания.
Профессор-историк Галина Таймуразовна Дзагурова провела огромное количество времени, работая в различных архивах и изучая многотомные публикации, касающиеся хода минувших войн, которые вела Российская империя. На основе этих академических исследований она написала ряд исторических книг и статей в периодической печати. В одной из них Дзагурова описывает поведение Дзамболата Церекова в бою:
«Поведение его на поле битвы вызывало восхищение. Презрение к смерти выражалось невозмутимостью его под ливнем, косящим людей и траву, пуль. С быстротой пущенной стрелы устремлялся он в атаку, всегда впереди всех, презирая смерть. На теле его было больше ран, чем прожитых лет.»